# Passiflora suberosa
Passiflora suberosa L. – gatunek rośliny z rodziny męczennicowatych (Passifloraceae Juss. ex Kunth in Humb.). Występuje naturalnie w strefie międzyzwrotnikowej i podzwrotnikowej obu Ameryk. 

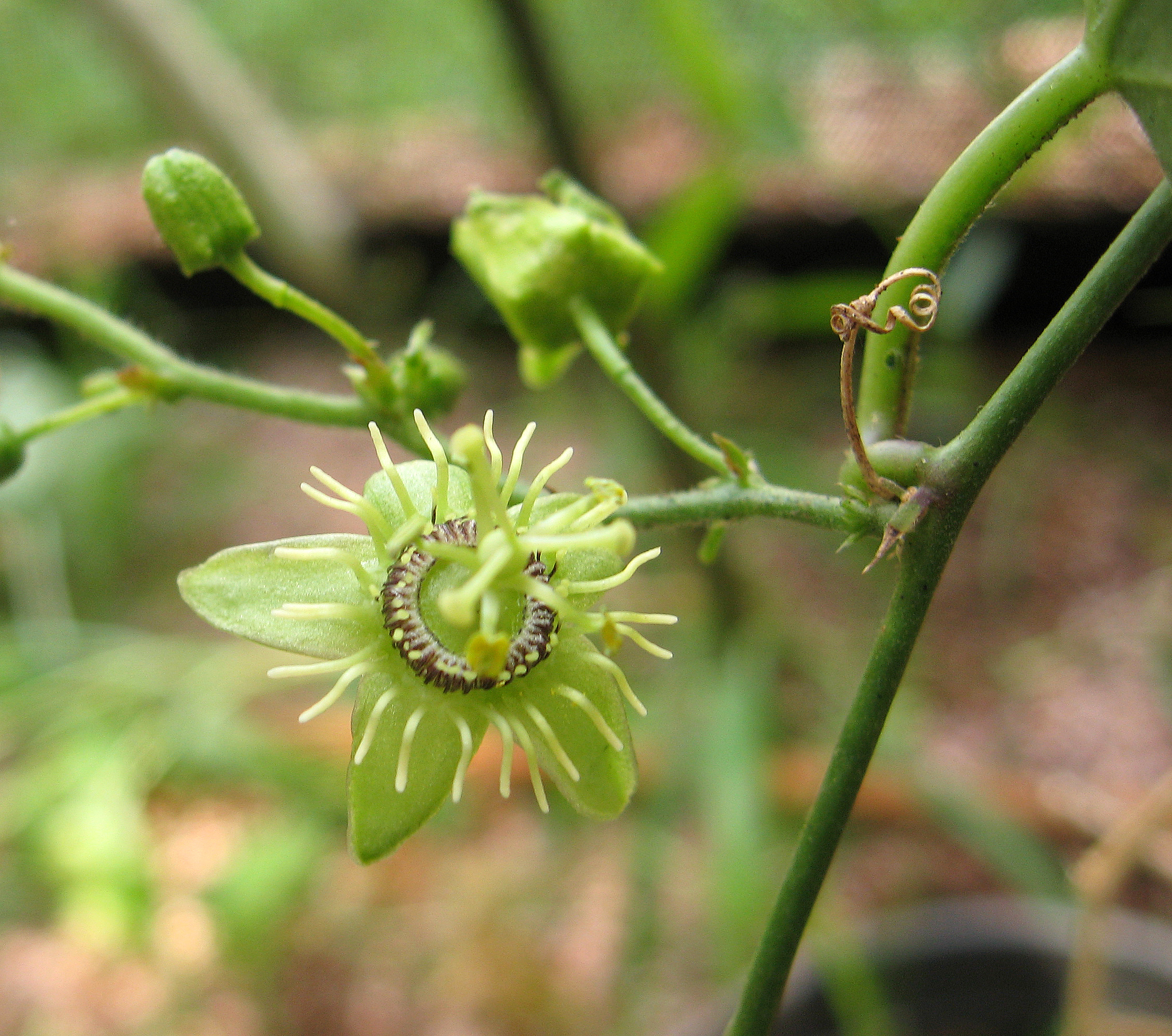
Kwiaty są pozbawione płatków

## Rozmieszczenie geograficzne
Rośnie naturalnie w Meksyku, na Florydzie, Karaibach, w Ameryce Środkowej, Gujanie, Wenezueli, Kolumbii, Ekwadorze, Peru, Boliwii, północnej Argentynie, Paragwaju oraz Brazylii (w stanach Roraima, Alagoas, Bahia, Ceará, Maranhão, Paraíba, Pernambuco, Rio Grande do Norte, Sergipe, Dystrykt Federalny, Goiás, Mato Grosso do Sul, Mato Grosso, Espírito Santo, Minas Gerais, Rio de Janeiro, São Paulo, Paraná, Rio Grande do Sul i Santa Catarina). Ponadto gatunek ten bywa uprawiany na Hawajach, Nowej Kaledonii, w Australii, Papui-Nowej Gwinei, na Tajwanie, Komorach, Madagaskarze oraz w Republice Południowej Afryki.

## Morfologia

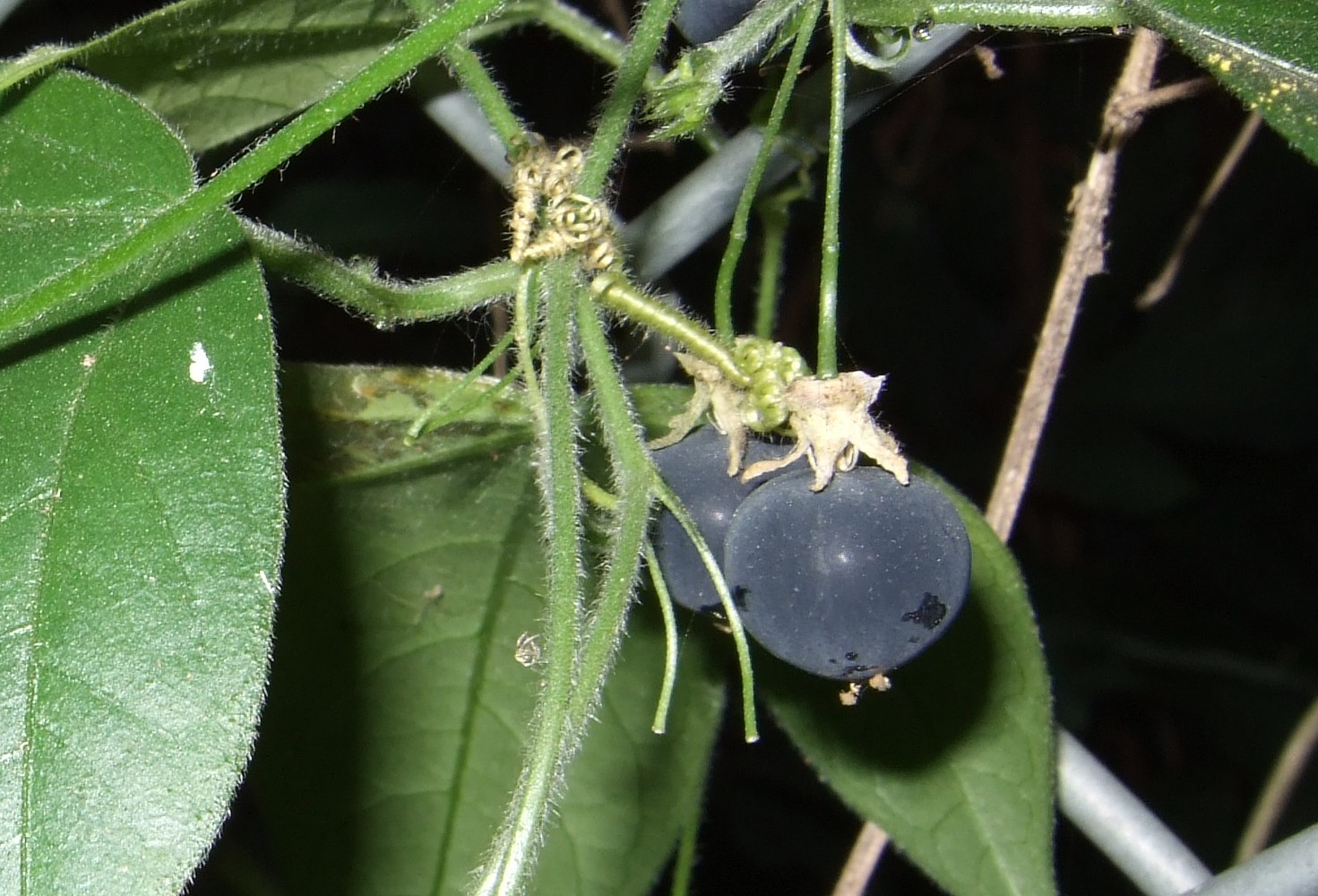
Owocami są prawie kuliste jagody

PokrójZdrewniałe, trwałe, owłosione liany.
LiściePodłużne lub potrójnie klapowane, tępe lub sercowate u podstawy, skórzaste. Mają 6,5–8,5 cm długości oraz 3,5–6,5 cm szerokości. Całobrzegie, z ostrym wierzchołkiem. Ogonek liściowy jest owłosiony i ma długość 5–40 mm. Przylistki są liniowo szydłowate o długości 8 mm.
KwiatyPojedyncze lub zebrane w pary. Działki kielicha są lancetowate lub owalnie lancetowate, żółtozielonkawe, mają 0,5–0,8 cm długości. Są pozbawione płatków. Przykoronek ułożony jest w jednym rzędzie, żółtawy, ma 4 mm długości.
OwoceJagody. Gdy są dojrzałe przybierają niebieskawoczarną barwę. Są prawie kulistego kształtu. Mają 1–1,2 cm średnicy.

## Biologia i ekologia
Występuje na sawannach, w zaroślach oraz na nieużytkach na wysokości do 600 m n.p.m. Kwitnie w sierpniu i września, a owocuje od września do listopada.